# China League Two
La Segunda Liga China (chino simplificado: 中国足球协会乙级联赛) es la tercera división de fútbol de la República Popular China. La liga está bajo los auspicios de la Asociación China de Fútbol. Por encima de la Segunda Liga China está la Primera Liga China y la Superliga China.
El campeonato se divide en dos grupos, uno en el norte, y otro en el sur. Los cuatro mejores equipos de cada grupo entran en el Play-off de ascenso una vez concluida la temporada regular.

## Campeones
| Temporada | Campeón                  | Subcampeón             | Tercer lugar              |
| --------- | ------------------------ | ---------------------- | ------------------------- |
| 1989      | Foshan                   | Locomotive             | Wuhan B y Jilin           |
| 1990      | Jilin                    | Sichuan                | Wuhan B y Shandong B      |
| 1991      | Shandong                 | Guangxi                | Qingdao y Shanghai B      |
| 1992      | Qingdao                  | Wuhan B                | Guangzhou B y Hunan       |
| 1993      | no disputado             |                        |                           |
| 1994      | Shenzhen FC              | Shanghai Yuyuan        | Dalian Yiteng             |
| 1995      | Shanghai Pudong          | Henan Construction     | Dalian Shunfa             |
| 1996      | Tianjin Vanke            | Shenzhen Kings Par     | Chengdu Wuniu             |
| 1997      | Jiangsu Gige             | Chengdu Wuniu          | Chongqing Hongyan         |
| 1998      | Guangzhou Baiyunshan     | Beijing Kuanli         | Dalian Yiteng             |
| 1999      | Henan Construction       | Bayi Youth             | Qingdao Hailifeng         |
| 2000      | Sichuan Mianyang         | Tianjin Lifei          | Guangzhou Baiyunshan      |
| 2001      | Dalian Saidelong         | Liaoning Youth         | Hangzhou Luyuan           |
| 2002      | Harbin Lange             | Guangdong Xiongying    | Dalian Sundy              |
| 2003      | Dalian Sundy             | Xi'an Anxinyuan        | Yanbian FC                |
| 2004      | Shanghai The9            | Yanbian FC             | Yunnan Lijiang Dongba     |
| 2005      | Nanchang Bayi Hengyuan   | Beijing Hongdeng       | Dongguan Nancheng         |
| 2006      | Beijing BIT              | Harbin Yiteng          | Anhui Jiufang             |
| 2007      | Shanghai East Asia       | Sichuan FC             | Anhui Jiufang             |
| 2008      | Shenyang Dongjin         | Guangdong Sunray Cave  | Three Gorges Kangtian     |
| 2009      | Hunan Billows            | Hubei Greenery         | Beijing Baxy              |
| 2010      | Dalian Aerbin            | Tianjin Songjiang      | Guizhou Zhicheng          |
| 2011      | Harbin Yiteng            | Chongqing FC           | Fujian Smart Hero         |
| 2012      | Guizhou Zhicheng         | Hubei Huakaier         | Shenzhen Fengpeng         |
| 2013      | Qingdao Hainiu           | Hebei Zhongji          | Shenzhen Fengpeng         |
| 2014      | Jiangxi Liansheng        | Taiyuan Zhongyou Jiayi | Guizhou Zhicheng          |
| 2015      | Meizhou Kejia            | Dalian Transcendence   | Sichuan Longfor           |
| 2016      | Yunnan Lijiang           | Baoding Yingli Yitong  | Jiangxi Liansheng         |
| 2017      | Heilongjiang Lava Spring | Meixian Techand        | Yinchuan Helanshan        |
| 2018      | Sichuan Longfor          | Nantong Zhiyun         | Shaanxi Chang'an Athletic |
| 2019      | Shenyang Urban           | Chengdu Better City    | Taizhou Yuanda            |

## Equipos 2025
| Grupos | Equipo                     | Entrenador                | Ciudad      | Estadio                                               | Capacidad | Temporada 2016 |
| ------ | -------------------------- | ------------------------- | ----------- | ----------------------------------------------------- | --------- | -------------- |
| Norte  | Qingdao Jonoon R           | Yin Tiesheng              | Qingdao     | Qingdao Tiantai Stadium                               | 20,525    | CL1, 15.º      |
| Norte  | Yinchuan Helanshan         | Sun Wei                   | Yinchuan    | Helan Mountain Stadium                                | 39,872    | 5.º            |
| Norte  | Hebei Elite                | Zhang Hui                 | Qinhuangdao | Chinese Football School Stadium                       | N/A       | 6.º            |
| Norte  | Shenyang Urban             | Xiao Zhanbo               | Shenyang    | Shenyang Urban Construction University Stadium        | 12,000    | 8.º            |
| Norte  | Heilongjiang Lava Spring   | Duan Xin                  | Harbin      | Harbin ICE Sports Center                              | 50,000    | 10.º           |
| Norte  | Baotou Nanjiao             | Branko Božović            | Baotou      | Baotou Olympic Sports Centre Stadium                  | 40,545    | 12.º           |
| Norte  | Beijing BIT                | Robert Ahufinger          | Beijing     | BIT Eastern Athletic Field                            | 5,000     | 15.º           |
| Norte  | Jiangsu Yancheng Dingli    | Wang Hongwei              | Yancheng    | Dafeng Olympic Sports Centre                          | 10,000    | 18.º           |
| Norte  | Shenyang Dongjin           | Wang Gang                 | Shenyang    | Shenyang Urban Construction University Stadium        | 12,000    | 19.º           |
| Norte  | Dalian Boyoung P           | Jiang Feng                | Dalian      | Jinzhou Stadium                                       | 30,775    | CAL, 1.º       |
| Norte  | Shaanxi Changan Athletic P | Huang Hongyi              | Xi'an       | Shaanxi Province Stadium                              | 50,000    | CAL, 2.º       |
| Norte  | Jilin Baijia P             | Zoran Kitanoski           | Changchun   | Nanling Stadium                                       | 42,000    | CAL, 5.º       |
| Sur    | Hunan Billows R            | Patrick de Wilde          | Yiyang      | Yiyang Olympic Sports Park Stadium                    | 30,000    | CL1, 16.º      |
| Sur    | Jiangxi Liansheng          | Kazimir Vulić (caretaker) | Jiujiang    | Jiujiang Stadium                                      | 31,000    | 3.º            |
| Sur    | Sichuan Longfor            | Manuel Cajuda             | Dujiangyan  | Dujiangyan Phoenix Stadium                            | 12,700    | 4.º            |
| Sur    | Meizhou Meixian Techand    | Li Haiqiang               | Meizhou     | Meixian Tsang Hin-chi Stadium                         | 20,221    | 7.º            |
| Sur    | Chengdu Qianbao            | Zhang Weizhe              | Chengdu     | Shuangliu Sports Centre Stadium                       | 26,000    | 9.º            |
| Sur    | Shenzhen Ledman            | Zhang Jun                 | Shenzhen    | Bao'an Stadium                                        | 40,000    | 11.º           |
| Sur    | Suzhou Dongwu              | Wei Dayong                | Suzhou      | Suzhou Sports Center                                  | 35,000    | 14.º           |
| Sur    | Nantong Zhiyun             | Wei Xin                   | Nantong     | Rudong Olympic Sports Center                          | 15,000    | 16.º           |
| Sur    | Hainan Boying              | Andoni Bombin Garrido     | Haikou      | Hainan Sport School Stadium                           | 10,000    | 17.º           |
| Sur    | Shanghai JuJu Sports       | Hajime Ishii              | Shanghái    | Kangqiao Football Base                                | N/A       | 20.º           |
| Sur    | Shanghai Sunfun P          | Cheng Liang               | Shanghái    | Fengxian Chemical Industry Park Sports Centre Stadium | N/A       | CAL, 4.º       |
| Sur    | Zhenjiang Huasa P          | Li Xiao                   | Zhenjiang   | Zhenjiang Sports and Exhibition Center                | 30,000    | CAL, 6.º       |